# Quijos-Quichua
I Quijos-Quichua (anche Napuruna, Quechuas del Napo o Kichwaruna) sono un gruppo etnico Quechua dell'Ecuador, del Perù e della Colombia con una popolazione stimata tra le 11000 e le 15000 persone. Questo gruppo etnico è principalmente di fede animista e parla la lingua Quichua-Lowland-Napo (codice ISO 639: QLN).
La maggioranza è stanziata presso i fiumi Napo, Putumayo e Aguarico.

## Storia
I Napuruna discendono direttamente dal popolo dei Quijos che viveva in Ecuador lungo le rive dell'Alto Napo al tempo della colonizzazione spagnola. In Perù quelli deportati dai padroni spagnoli produttori di caucciù si unirono ad indigeni di altre etnie che avevano ormai perso la loro identità, mentre colonizzatori e gesuiti diffusero la quechua tra i vari popoli per favorire la evangelizzazione, anche se in Ecuador la diffusione del quechua come lingua franca tra i Quijos era già stata diffusa dagli Inca, ai tempi di Atahualpa

## Organizzazione
L'economia dei Quijos-Quichua è basata soprattutto su caccia e pesca, ma anche sull'agricoltura, e viene spesso praticata la "minga", vale a dire il mutuo aiuto per costruzioni varie come case o luoghi di lavoro. L'agricoltura è basata soprattutto sul riso e sul platano, mentre nelle comunità nei pressi di centri turistici diversi membri si dedicano al turismo, vendendo oggetti d'artigianato locale e facendo conoscere gli usi e costumi del villaggio ai turisti che arrivano via Tena e Puerto Francisco de Orellana.